# ريان هيلم
ريان هيلم (بالإنجليزية: Ryan Helm)‏ هو موسيقي أمريكي، ولد في 24 يوليو 1982.